# Waldir Onofre
Waldyr Couto Onofre, (Itaguaí, 5 d'agost de 1934 — Rio de Janeiro, 7 de gener de 2015) va ser un cineasta i actor brasiler. Fou un dels primers cineastes negres del país.

## Biografia
Complement considerat pel tipus físic del cabell, l'expressivitat futura i el talent interpretatiu, va filmar gairebé sempre actuant en papers malvats. Va començar a treballar de petit, de serraller i ferrer. Va fer un curs tècnic de ràdio i televisió, passant de concerts en directe a dispositius electrònics. Va aconseguir aplegar uns diners, amb els quals va continuar fent un curs d'interpretació per correspondència. El 1953 va descobrir el curs d'interpretació de Berliet Junior, productor de la ràdio nacional. Tres anys més tard es va inscriure al Conservatori Nacional de Teatre, on va estudiar fins al 1960. Va estudiar amb João Bethencourt i va fer pràctiques amb l'assaig nord-americà Jack Brown, deixeble de Constantin Stanislavski.
Va debutar professionalment al teatre amb una producció del drama nord-americà O Contato representat el 1960. La seva interpretació va cridar l’atenció del director Miguel Borges que el va cridar per protagonitzar l'episodi Zé da Cachorra, inclòs al llargmetartge Cinco Vezes Favela.
Es va convertir en col·laborador habitual de Borges, amb qui va filmar Perpétuo contra o Esquadrão da Morte, Canalha em Crise i Maria Bonita, rainha do cangaço. Al mateix temps, va començar la seva carrera entre bastidors, com a ajudant de direcció de Canalha em crise.
El 1968 va posar en escena la seva primera obra teatral, Papai Noel e os dois ladrões, un text de l'antic professor João Bethencourt.
Va mantenir la seva carrera com a actor de cinema, marcat pels papers de dolent, fins que va aconseguir cridar l'atenció de Nelson Pereira dos Santos, qui el va convidar a actuar a O amuleto de Ogum. Més que això, el cineasta va animar Onofre a expressar-se també fent les seves pròpies pel·lícules. El resultat va ser As Aventuras Amorosas de Um Padeiro, una comèdia de costums sobre la vida suburbana que també abordava la qüestió del racisme. Produït per Nelson Pereira dos Santos, va ser l'únic llargmetratge dirigit per Onofre. La pel·lícula va guanyar el Kikito de Ouro al Festival de Gramado de 1976.
Posteriorment va dirigir curtmetratges que, seguint l'exemple d' As Aventuras Amorosas de um Padeiro, retrataven els hàbits i costums dels barris perifèrics de Rio de Janeiro, com ara Clóvis, a alegria do carnaval suburbano
Va idealitzar el projecte d’una agència figurativa dedicada exclusivament als actors negres, que finalment va sortir del paper als anys 80. Va continuar actuant esporàdicament, amb participacions al teatre i a les telenovel·les Irmãos Coragem i O homem que deve morrer.

## Filmografia

### Director assistent
- A Terceira Margem do Rio (1994)
- Memórias do Cárcere (1984)
- Perpétuo Contra o Esquadrão da Morte (1967)

### Director
- As Aventuras Amorosas de um Padeiro (1975)

### Actor
- Mauá: O Imperador e o Rei (1999)
- O Que é Isso, Companheiro? (1997)
- A Terceira Margem do Rio (1994) .
- Doida Demais (1989)
- Lili, a Estrela do Crime (1989)
- Jorge, um Brasileiro (1988)
- Sonhei com Você (1988)
- Leila Diniz (1987)
- Running Out of Luck (1987)
- O Homem da Capa Preta (1986) .
- Memórias do Cárcere (1984) .
- Quilombo (1984) .
- O Caso Cláudia (1979).
- A Dama do Lotação (1978) .
- Marcados para Viver (1976) .... Branquinho[6]
- As Aventuras Amorosas de um Padeiro (1975) .
- O Amuleto de Ogum (1974) .
- Sagarana, o Duelo (1973) .
- Toda Nudez Será Castigada (1973)
- Emboscada (1971)
- O Barão Otelo no Barato dos Bilhões (1971)
- Os Senhores da Terra (1970) .
- Macunaíma (1969)
- Perpétuo Contra o Esquadrão da Morte (1967)
- A Falecida (1965)
- Canalha em Crise (1965).
- Ganga Zumba - Rei dos Palmares (1963) .
- Cinco Vezes Favela (1962), (segment "Zé da Cachorra")
- Jesuino Brilhate o Cangaceiro

### Televisió
- Irmãos Coragem (1970) (Novel·la)
- O Homem que Deve Morrer (1972) (Novel·la)
- Mandala 1987

### Guionista
- As Aventuras Amorosas de um Padeiro (1975)